# Studio di fonologia musicale Rai di Milano

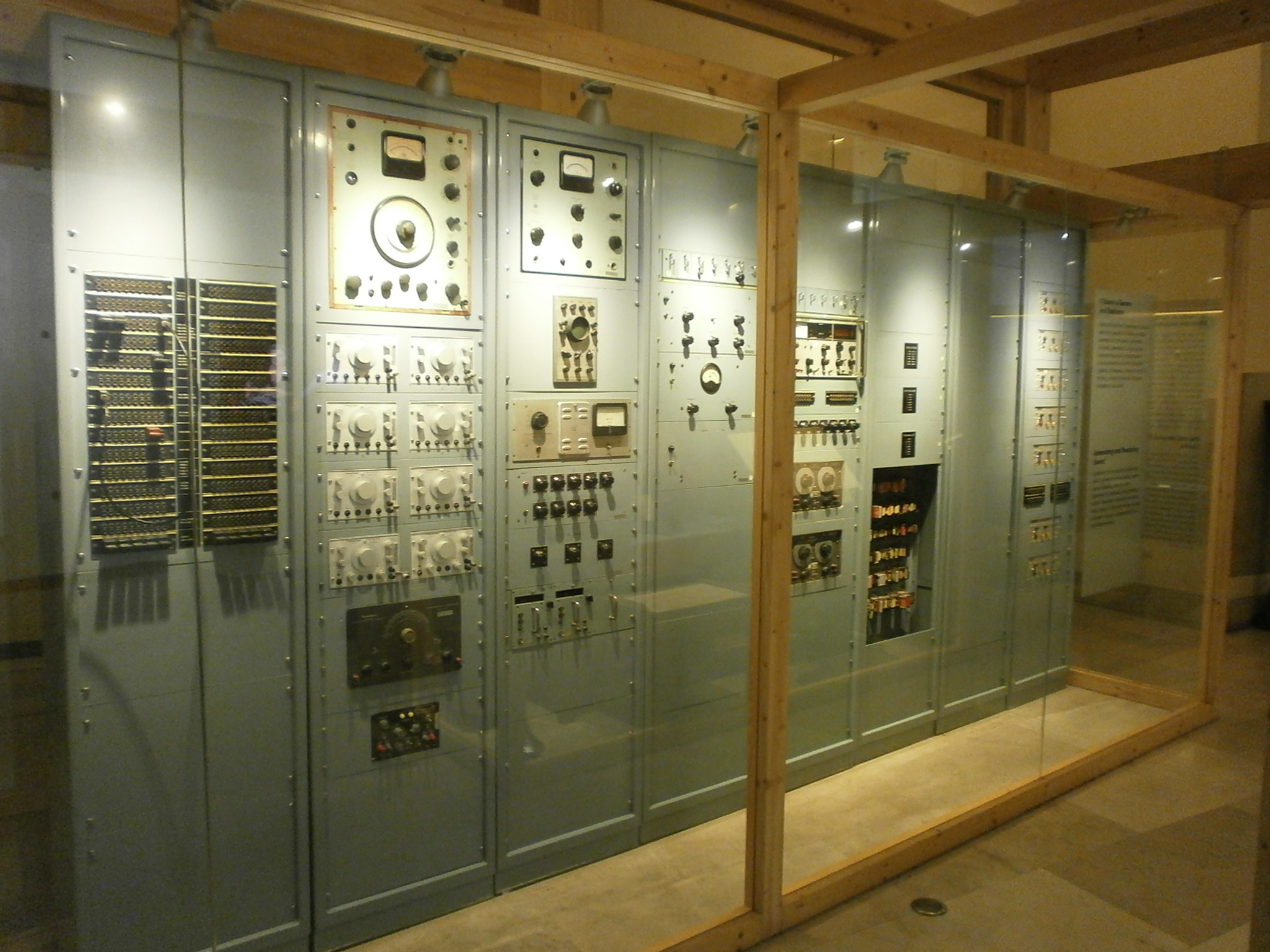
Ricostruzione dello Studio di fonologia presso il Museo degli strumenti musicali di Milano

Lo Studio di fonologia musicale Rai di Milano è stato un laboratorio di sperimentazione elettronica, fondato nel 1955 a Milano da Luciano Berio e Bruno Maderna.

## Storia
Lo Studio di fonologia musicale Rai di Milano fu aperto in corso Sempione a Milano nel 1955, su idea di Luciano Berio e Bruno Maderna, per esperimenti di musica concreta e musica elettronica, seguendo l'esempio di altri centri europei, in particolare il Groupe de Recherches Musicales di Parigi e lo Studio für elektronische Musik des WDR di Colonia. Lo studio divenne così il "terzo polo" europeo di esperimenti di musica contemporanea con apparecchiature elettroniche. Figura fondamentale all'interno dello studio fu quella del Tecnico del Suono Marino Zuccheri. Lo studio fu attivo fino al 1983.
Dal 2008 le sue apparecchiature si trovano esposte in un'apposita sala del Museo degli strumenti musicali di Milano, secondo l'assetto del 1968. Tale iniziativa è stata curata da Maddalena Novati e Associazione NoMus, in collaborazione con il Laboratorio di Informatica Musicale dell'Università degli Studi di Milano.